# عبد الله بن إدريس الكوفي
عبد الله بن إدريس الأودي الكوفي، من أعيان أئمة الكوفة، وأعلام الحفاظ، عابد حُجّة فيما يروي، فيه بهاء يفرض الاحترام وهدوء يفرض الإقناع، قامت بينه وبين الإمام مالك صداقة، وكان مذهبه مذهب أهل المدينة، عرض عليه هارون الرشيد القضاء فأبى. مدحه الإمام أحمد قائلا:«كان ابن إدريس نسيجا وحده». ويقول ابن عرفة:«لم أر بالكوفة أفضل منه».
ولما نزل بابن إدريس الموت بكت بنته، فقال:«لا تبكي يا بنية، فقد ختمت القرآن في هذا البيت أربعة آلاف ختمة». زفت روحه إلى الله عز وجل بالكوفة سنة 192 هجرية.